# Krunýřovec mnohoostný
Krunýřovec mnohoostný (Ancistrus multispinis), nebo též krunýřovec mnohotrnný, je ryba z Jižní Ameriky. Tato ryba se převážně živí rostlinnou stravou. Nejradši má řasy a zeleninu.

## Popis
Je to plochá rybka dlouhá 10–15 cm. Dožívá se 10 let. Na rozdíl od samice má samec na hlavě a kolem horní čelisti rozvětvené výrůstky.

## Význam
Krunýřovec mnohoostný je akvarijní ryba. V Brazílii je používán jako modelový organismus při hodnocení vlivu insekticidu deltamethrinu na rybí krev a enzymatickou aktivitu.

## Chov a odchov
V akváriu se doporučuje chovat 1 samce a 2 samice. Při profesionálním odchovu je chován 1 samec na 4 až 5 samic ve 150 až 200litrovém akváriu.